# Ork
Orci su u germanskoj mitologiji masivna barbarska čovjekolika bića, zelene kože, šiljastih ušiju, crne kose, bez obrva i s dvjema kljovama. Orci su po predanjima uništavali sve pred sobom i bili su vječni neprijatelji ljudi. 

## Etimologija
Riječ ork dolazi od latinske riječi Orcus,  imena boga Plutona, kralju podzemnog svijeta. Kasnije ukazuje i na sam podzemni svijet. Riječ se kasnije pojavila u germanskim jezicima bez svog latinskog svršetka, u poznatijoj formi "Orka".

## U popularnoj kulturi
Danas su orci popularni u svijetu. Pojavljuju se u raznim videoigrama, romanima i stripovima.